# جوزيف تشامبرلين
جوزيف تشامبرلين (بالإنجليزية: Joseph Chamberlain) (8 يوليو / تموز 1836 - 2 يوليو / تموز 1914) هو رجل دولة بريطاني وأول ليبرالي متعصب، عارض الحكم الوطني لأيرلندا، اتحادي ليبرالي، عمل كإمبريالي وتحالف مع المحافظين. قسّم كلا الحزبين البريطانيين الرئيسيين خلال مسيرته.
بنى تشامبرلين حياته المهنية في برمنغهام، أولًا كصانع براغ ثم كعمدة بارز للمدينة. كان عضوًا راديكاليًا في الحزب الليبرالي ومعارضًا لقانون التعليم الابتدائي عام 1870 بحجة أنه يمكن أن يؤدي إلى دعم مدارس كنيسة إنجلترا بأموال دافعي الضرائب المحليين. لم يسبق له أن التحق بالجامعة وكان يحتقر الأرستقراطية باعتباره رجل أعمال عصامي. دخل مجلس العموم في سن التاسعة والثلاثين، وهو سن متأخر نسبيًا مقارنة بالسياسيين ذوي الخلفيات الأكثر امتيازًا. صعد إلى السلطة من خلال علاقاته مع المنظمة الشعبية الليبرالية، شغل منصب رئيس مجلس التجارة في حكومة غلادستون الثانية (1880-1885). عُرف تشامبرلين في ذلك الوقت بهجماته زعيم المحافظين لورد سالزبوري، واقترح في الانتخابات العامة لعام 1885 «البرنامج غير المصرح به»، ولكنه لم يُشرّع، هدف لمساعدة العمال الزراعيين المحررين حديثًا، وهو صاحب الشعار الواعد «ثلاثة فدادين من الأرض وبقرة». استقال تشامبرلين من حكومة غلادستون الثالثة في عام 1886 معارضًا الحكم الأيرلندي الوطني. ساعد في التخطيط لانقسام الحزب الليبرالي والذي أصبح اتحادًا ليبراليًا، وهو حزب ضم كتلة من النواب الموجودين في برمنغهام وحولها.
تحالف الاتحاد الليبرالي مع حزب المحافظين بقيادة اللورد سالزبوري خصم تشامبرلين السابق منذ الانتخابات العامة عام 1895. طالب تشامبرلين في تلك الحكومة بقانون تعويض العمال 1897. شغل منصب وزير الدولة للمستعمرات، وروّج لمجموعة متنوعة من المخططات لبناء الإمبراطورية في آسيا وأفريقيا وجزر الهند الغربية. تحمل مسؤولية كبيرة بالتسبب في حرب البوير الثانية (1899-1902) في جنوب أفريقيا وكان الوزير الحكومي الأكثر مسؤولية عن المجهود الحربي. أصبح شخصية مهيمنة خلال إعادة انتخاب الحكومة الوحدوية في انتخابات كاكي عام 1900. استقال في عام 1903 من مجلس الوزراء لدعم حملة إصلاح التعريفات (الضرائب على الواردات وسياسة التجارة الحرة مع عدم وجود رسوم جمركية). حصل على دعم معظم أعضاء البرلمان الوحدويين لهذا الموقف، عانى النقابيون من هزيمة ساحقة في الانتخابات العامة عام 1906. أصيب بجلطة دماغية بعد وقت قصير من الاحتفالات العامة بعيد ميلاده السبعين في برمنغهام، أنهت حينها حياته المهنية العامة.
كان أحد أهم السياسيين البريطانيين في عصره على الرغم من أنه لم يصبح رئيسًا للوزراء أبدًا، فضلًا عن كونه خطيبًا مشهورًا ومصلحًا للمدن. لاحظ المؤرخ ديفيد نيكولز أنَّ شخصيته لم تكن جذابة: كان متعجرفًا وقاسيًا ومكروهًا. لم ينجح بتحقيق طموحاته الكبرى. ومع ذلك كان منظمًا بارعا للقواعد الشعبية الديمقراطية، ولعب الدور الرئيسي في الانتصار في حرب البوير الثانية. اشتهر بوضع جدول أعمال السياسات البريطانية الاستعمارية والأجنبية والبلدية والتعريفات، وقسّم كلا الحزبين السياسيين الرئيسيين.

## بداية حياته وعمله المهني وزواجه
ولد تشامبرلين في كامبرويل، والدته كارولين هاربن ابنة هنري هاربن ووالده جوزيف (1796-1874) صانع أحذية ناجح. كان شقيقه الأصغر ريتشارد تشامبرلين سياسي ليبرالي. تلقى تعليمه في مدرسة الجامعة بين عامي 1850 و1852، كان متفوقًا وحصل على جوائز بالفرنسية والرياضيات.
لم يتمكن والده من توفير تعليم عالٍ لجميع أبنائه، عمل جوزيف في سن السادسة عشر في شركة عائلته لتصنيع أحذية جلدية عالية الجودة. انضم في سن الثامنة عشر إلى شركة صناعة البراغي التابعة لعمه نيتلفولد من برمنغهام، والتي استثمرها والده. أصبحت الشركة تعرف باسم نيتلفولد وتشامبرلين عندما أصبح تشامبرلين شريكًا مع جوزيف نيتلفولد. أنتجت خلال فترة الازدهار ثلثي مجمل المسامير المعدنية المصنوعة في إنجلترا، وكانت بحلول وقت تقاعد تشامبرلين من العمل في عام 1874 تصدر إلى جميع أنحاء العالم.
تزوج تشامبرلين من هاريت كينريك ابنة أرشيبالد كينريك في يوليو / تموز عام 1861 (التقيا قبل زواجهما بعام). ولدت ابنتهما بياتريس تشامبرلين في مايو عام 1862. مرضت هاريت التي امتلكت وهمًا بأنها ستموت أثناء الولادة بعد يومين من ولادة ابنهما أوستن في أكتوبر / تشرين الأول عام 1863، وتوفيت بعد ثلاثة أيام. كرس تشامبرلين نفسه للأعمال، وربّى تشامبرلين باتريس وأوستن مع والد زوجة كينريك.
تزوج تشامبرلين من ابن عم هاريت فلورنس كينريك في عام 1868، وهي ابنة تيموثي كينريك.
أنجب تشامبرلين وفلورنس أربعة أطفال: رئيس الوزراء نيفيل في عام 1869، وآيدا في عام 1870، وهيلدا في عام 1871، وإثيل في عام 1873. أنجبت فلورنس طفلها الخامس في 13 فبراير / شباط عام 1875، لكنها توفيت هي والطفل في غضون يوم واحد. درس الأطفال الأربعة على يد أختهم غير الشقيقة باتريس.
تزوج تشامبرلين للمرة الثالثة في واشنطن العاصمة في عام 1888 من ماري كراونينشيلد إنديكوت (1864-1957) ابنة وزير الحرب الأمريكي وليام كراونينشيلد إنديكوت. لم ينجبا أطفالًا لكنها سهّلت قبوله في طبقة المجتمع العليا في النصف الثاني من حياته المهنية.

## بداية حياته السياسية

### مطالبات الإصلاح
انخرط تشامبرلين في السياسة الليبرالية متأثرًا بالتقاليد الراديكالية والليبرالية القوية لصانعي الأحذية في برمنغهام والتقاليد القديمة في كنيسة تشامبرلين الموحدة. كان هناك ضغط لإعادة توزيع المقاعد البرلمانية على المدن ومنح نسبة أكبر لرجال المدن. قدمت إدارة إيرل رسل الليبرالية مشروع قانون الإصلاح لإضافة 400000 ناخب جديد في عام 1866، ولكن عارض قسم الليبراليين الأدلاميين مشروع القانون لأنه يعرقل النظام الاجتماعي، وانتُقد من قبل الراديكاليين لعدم التنازل عن الاقتراع السري. سقط مشروع القانون وسقطت الحكومة. كان تشامبرلين واحدًا من بين 250000 شخص بمن فيهم العمدة طالبوا بالإصلاح في برمنغهام في 27 أغسطس / آب عام 1866، وأشار إلى «تدفق الرجال إلى القاعة بمظهرهم الأسود كما لو أنهم في المصانع ... تزاحم الناس مثل أسماك الرنجة» للاستماع إلى خطاب جون برايت. أقرت إدارة المحافظين ممثلةً باللورد ديربي قانون الإصلاح في عام 1867، ما ضاعف عدد الناخبين من 1430000 إلى 2470000.
فاز الحزب الليبرالي في انتخابات عام 1868. كان تشامبرلين نشطًا في الحملة الانتخابية، وأشاد ببرايت وجورج ديكسون عضو مجلس العموم عن برمنغهام. كان تشامبرلين مؤثرًا أيضًا في الحملة المحلية لدعم مشروع قانون إلغاء رسمية الكنيسة الأيرلندية. دعاه نائب رئيس الولاية ويليام هاريس إلى الترشح لمجلس المدينة في خريف عام 1869، وانتُخب في نوفمبر / تشرين الثاني لتمثيل بلدة سانت بولس.
كان تشامبرلين وجيسي كولينجز من بين مؤسسي رابطة برمنغهام التعليمية في عام 1867، التي لاحظت أنه لم يذهب سوى مليوني طفل إلى المدرسة من بين نحو 4.25 مليون طفل في سن الدراسة، ومعظمهم في المدن. وهناك مليون طفل آخرين في مدارس غير خاضعة للتفتيش. أساءت المساعدات التي تقدمها الحكومة إلى مدارس كنيسة إنجلترا إلى الأطفال غير الملتزمين دينيًا. فضّل تشامبرلين التعليم المجاني والعلماني والإلزامي، قائلاً إنه «من واجب الدولة أن تعتني بتعليم الأطفال بقدر ما تعتني بغذائهم»، ونُسب نجاح الولايات المتحدة وبروسيا إلى التعليم العام. تطورت رابطة التعليم في برمنغهام لتصبح رابطة التعليم الوطنية، عقدت مؤتمرها الأول في برمنغهام في عام 1869 واقترحت نظامًا مدرسيًا تموله الضرائب المحلية والمنح الحكومية، وتديره السلطات المحلية الخاضعة للتفتيش الحكومي. امتلكت الرابطة أكثر من مئة فرع بحلول عام 1870 معظمها في المدن.

## روابط خارجية
- جوزيف تشامبرلين على موقع الموسوعة البريطانية (الإنجليزية)
- جوزيف تشامبرلين على موقع إن إن دي بي (الإنجليزية)